# Amoreuxia
Amoreuxia, Nekadašnji biljni rod u porodici orelanovki raširen od juga SAD–a preko Srednje Amerike na jug do Perua. danas se vodi kao sinonim za Cochlospermum

## Sinonimi[2]
- species: Amoreuxia gonzalezii Sprague & L. Riley  = Cochlospermum gonzalezii (Sprague & L.Riley) Byng & Christenh.
- species: Amoreuxia malvifolia A. Gray = Cochlospermum malvifolium (A.Gray) Byng & Christenh.
- species: Amoreuxia palmatifida DC. = Cochlospermum palmatifidum (DC.) Byng & Christenh.
- species: Amoreuxia wrightii A. Gray = Cochlospermum wrightii (A.Gray) Byng & Christenh.
- species: Amoreuxia colombiana Sprague = Cochlospermum palmatifidum (DC.) Byng & Christenh.
- species: Amoreuxia potentilloides Pilg.  = Cochlospermum wrightii (A.Gray) Byng & Christenh.
- species: Amoreuxia schiedeana (Cham. & Schltdl.) Planch. = Cochlospermum palmatifidum (DC.) Byng & Christenh.
- species: Amoreuxia unipora Tiegh. = Cochlospermum regium (Schrank) Pilg.